# Pitcairnia bifrons
Espèce
L'Ananas-rouge montagne, Pitcairnia bifrons, est une espèce de plantes à fleurs de la famille des Broméliacées originaire des Petites Antilles.

## Description
Plante haute de 1 mètre, avec les feuilles basales allongées et disposées en en rosette. Les faces inférieures des feuilles sont densément écailleuses à aspect tomenteux grisâtre ou brunâtre. Les inflorescences sont dressées, robustes, à épi simple très densiflores, rarement à épis secondaires. Les bractées florales les plus basses sont nettement plus courtes que les sépales.

## Répartition et habitat
Espèce pionnière d'altitude endémique montagnarde de la Guadeloupe, Martinique et Saint-Christophe.

## Galerie

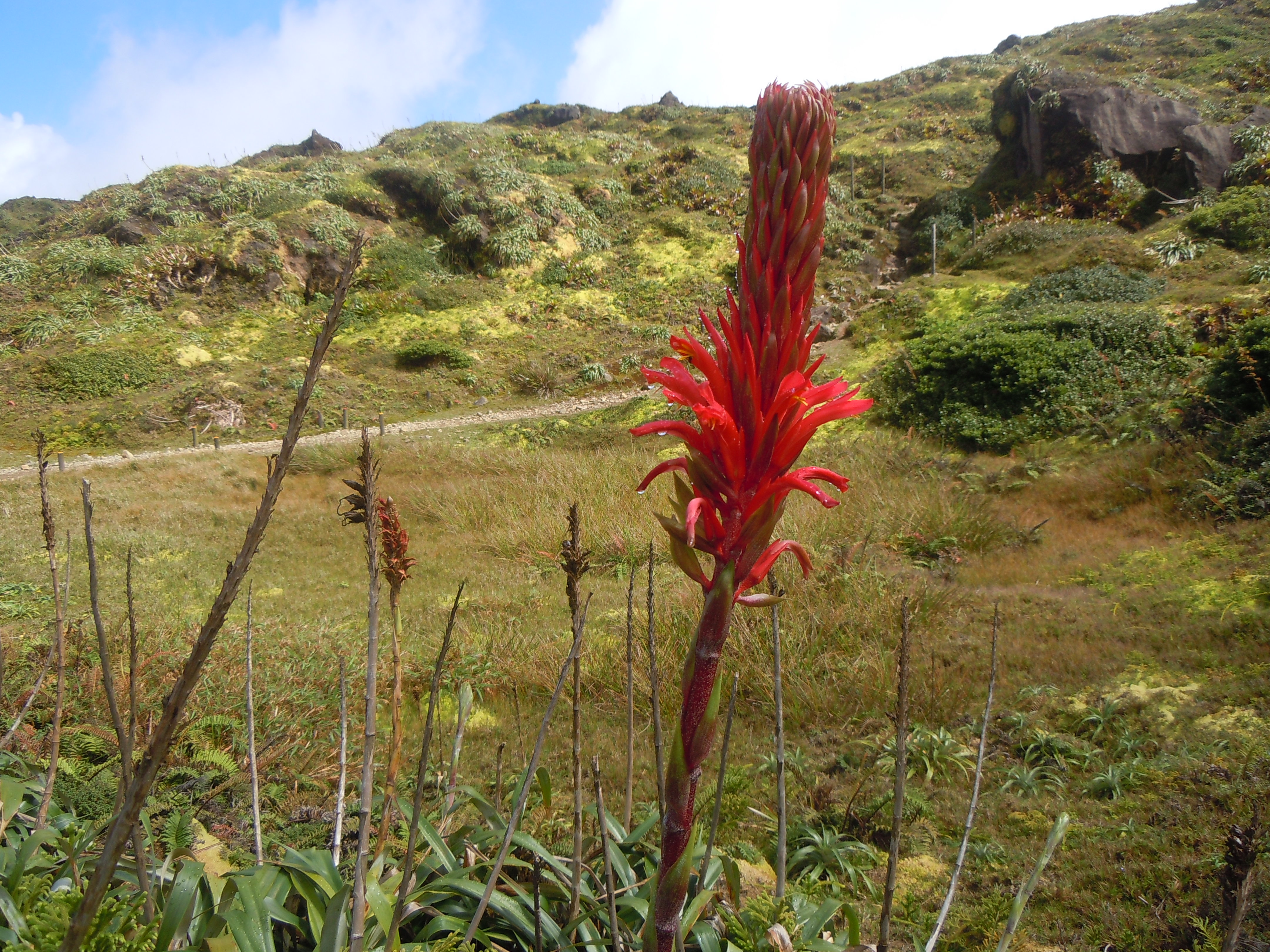
Pitcairnia bifrons, à la Soufrière (Guadeloupe).
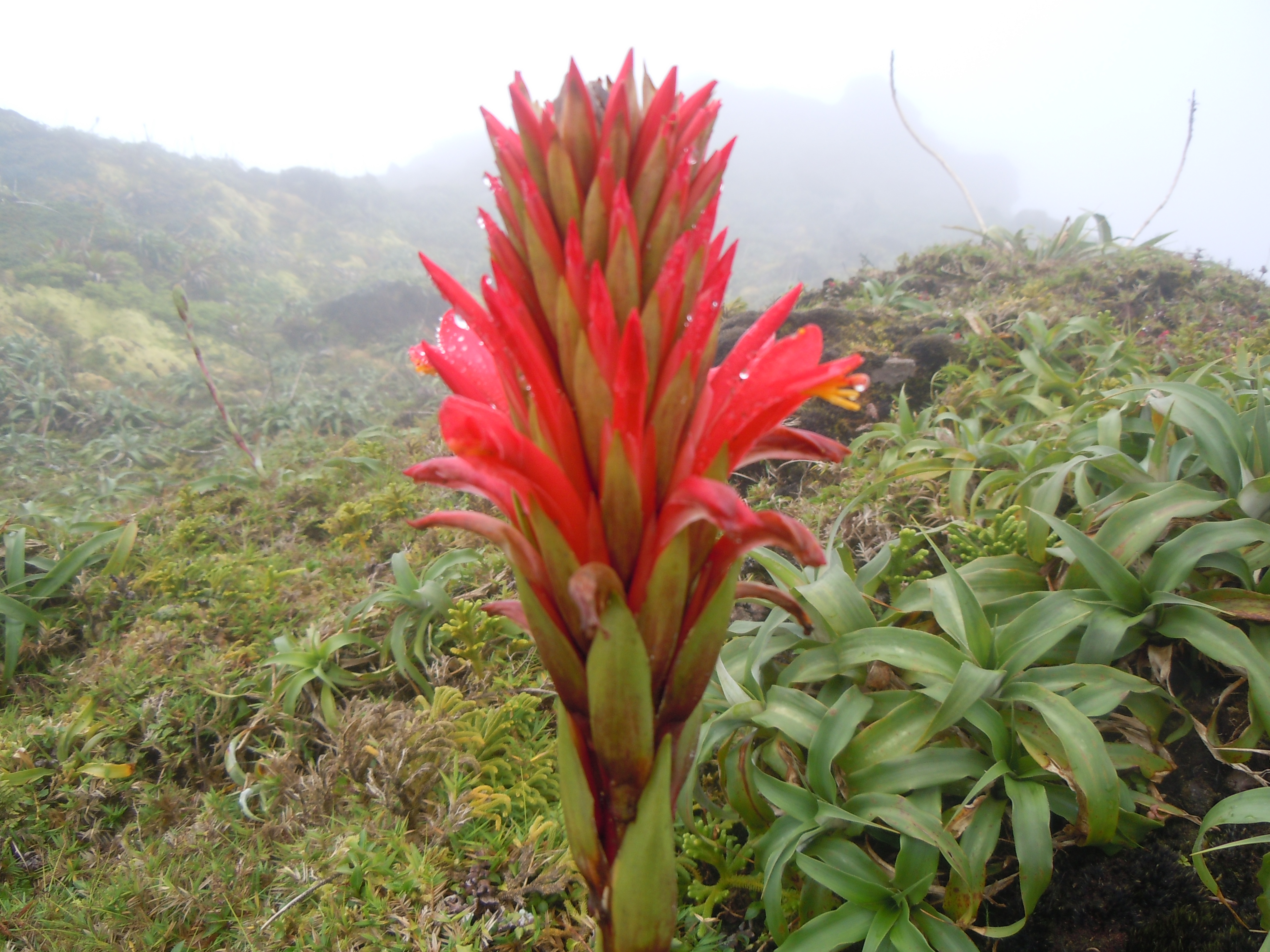
Détail de la hampe florale.

## Systématique
Le nom correct complet (avec auteur) de ce taxon est Pitcairnia bifrons (Lindl.) Read.
L'espèce a été initialement classée dans le genre Billbergia sous le basionyme Billbergia bifrons Lindl..
Ce taxon porte en français le nom vernaculaire ou normalisé suivant : Ananas rouge-montagne.
Pitcairnia bifrons a pour synonymes :
- Bilderdykia bifrons Lindl.
- Billbergia bifrons Lindl.
- Hepetis fulgens Mez
- Pitcairnia bracteata var. commutata (Regel) Regel
- Pitcairnia bracteata var. fulgens Regel
- Pitcairnia bracteata var. gireoudiana (A.Dietr.) Beer
- Pitcairnia bracteata Aiton
- Pitcairnia commutata Regel
- Pitcairnia fulgens Decne. ex A.Dietr.
- Pitcairnia gireoudiana A.Dietr.
- Pitcairnia latifolia Ker Gawl.
- Pitcairnia latifolia KerGawl.
- Pitcairnia racemosa Woodf.
- Pitcairnia racemosa Woodf. ex Schult. & Schult.f.
- Pitcairnia spicata f. latior L.B.Sm.